# Samone (Trentino)
Samone (deutsch veraltet: Samon) ist eine italienische Gemeinde (comune) mit 543 Einwohnern (Stand am 31. Dezember 2023) in der Provinz Trient, Region Trentino-Südtirol. Samone gehört zur Talgemeinschaft Comunità Valsugana e Tesino.

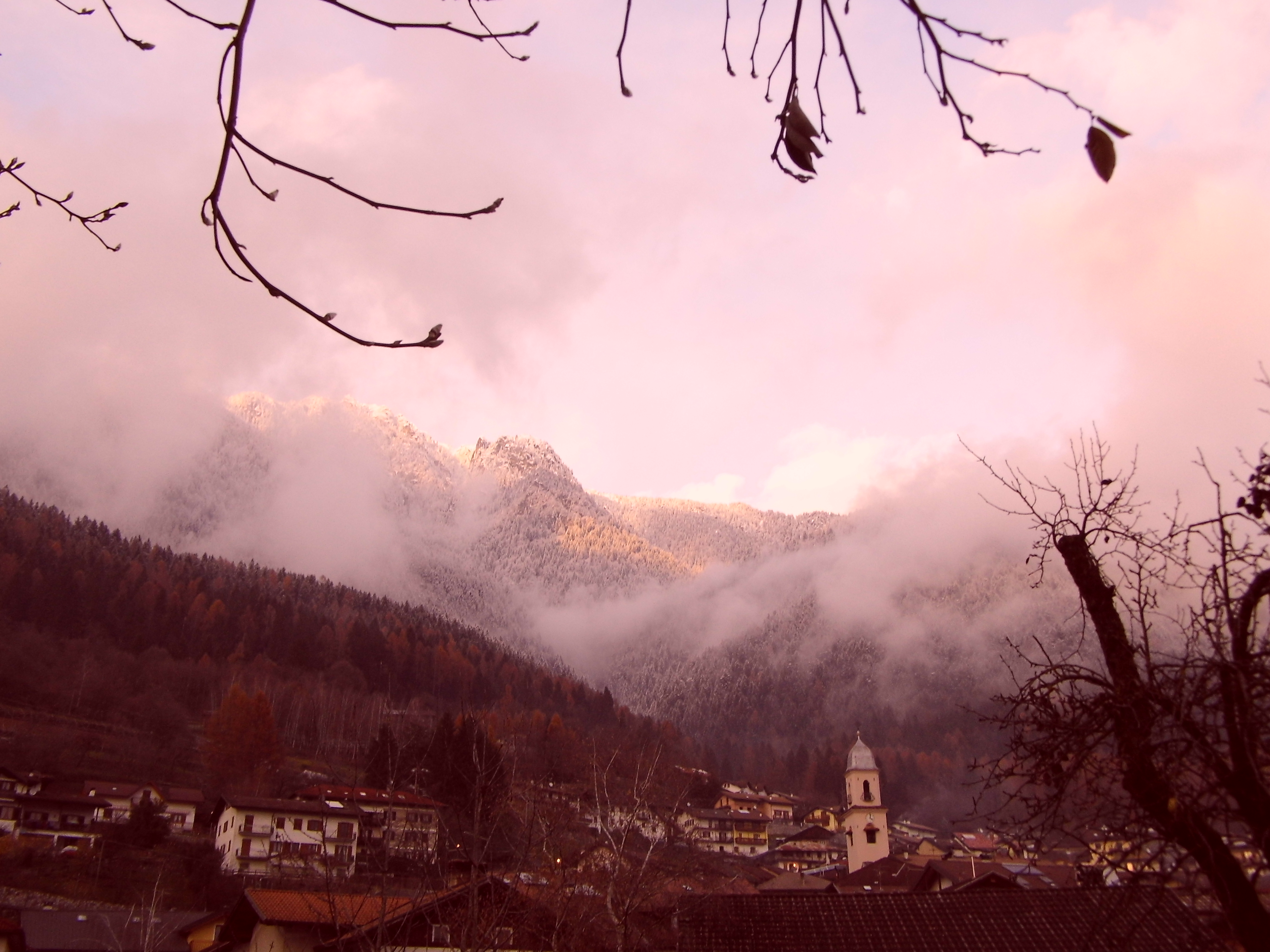
Samone

## Geographie
Samone liegt etwa 31 Kilometer östlich von Trient  an der orographisch linken Talseite der Valsugana am Fuß des Monte Cima auf 700 m s.l.m.